# ヘンリー・アレクサンダー・ワイズ
ヘンリー・アレクサンダー・ワイズ（Henry Alexander Wise, 1806年12月3日 - 1876年9月12日）は、アメリカ合衆国の政治家。1856年から1860年まで第33代バージニア州知事を務めた。

## 生い立ちと家族
1806年12月3日、ワイズはバージニア州アコマック郡ドラモンドタウンにおいて、富裕な農場の家に誕生した。ワイズは12歳まで家庭教師の下で教育を受け、その後アコマック郡内にあるマーガレット・アカデミーで学んだ。そして1825年、ワイズはワシントン大学（現在のワシントン・アンド・リー大学）を卒業した。
ワイズは1828年に弁護士として認可を受け、テネシー州ナッシュビルに移住した。ワイズは1830年に故郷アコマック郡へ戻り、民主党に加わった。

## 連邦下院議員
1832年、ワイズはバージニア州代表として連邦下院議員に選出された。1833年から1844年まで6期12年、連邦下院議員を務めた。ワイズはアンドリュー・ジャクソン大統領を支持する派閥に属したが、1833年にジャクソン大統領が第二合衆国銀行の特許更新に拒否権を発動したことから、ホイッグ党に鞍替えした。1834年、ワイズは民主党から刺客して送られた対立候補と、議席を賭けて決闘を行った。1843年、ワイズは民主党に復帰した。ワイズはジョン・タイラーを支持し、1840年の大統領選挙でタイラーの副大統領選出を支援した。
ワイズは連邦下院において、第27議会と第28議会に海軍委員会委員長を務めた。

## バージニア州知事
ワイズは1844年から1847年まで駐ブラジル公使を務めた。公使職を退いて帰国した後、ワイズは生涯の忠誠を民主党に誓うことになった。ワイズは1855年のバージニア州知事選挙に立候補した。ワイズはノーナッシング党の対立候補を大差で下し、勝利を収めた。
ワイズは1856年から1859年まで1期4年、バージニア州知事を務めた。ワイズの知事就任直後、バージニア州南西部に新しい郡が創設された。郡名はワイズの名にちなんでワイズ郡とされた。ワイズは知事として、ジョン・ブラウンの死刑執行令状への署名を行った。

## 南北戦争
1861年、ワイズはバージニア州連邦離脱会議に出席し、即時の脱退に反対した。だがバージニア州が最終的に連邦を離脱すると、ワイズは南部陸軍に加わった。
南北戦争が開戦すると、ワイズは南部陸軍で准将を務め、後に少将に昇格した。ワイズはロアノーク島の戦いに際して、ロアノーク島地区での指揮を担当した。だがロアノーク島に北軍の非常に大規模な軍隊が到着すると、ワイズはロアノーク島を明け渡すことを決定した。この決定は、南部政府の指導者の一部に、怒りを与えた。
ワイズはピーターズバーグ包囲戦で北バージニア軍の旅団を統率し、アポマトックス・コートハウスでロバート・リー将軍とともに戦闘を行った。北軍にはワイズの義弟ジョージ・ミードが参加していたが、ワイズは勇猛果敢に戦った。だが南部の劣勢が明らかになると、ワイズはリー将軍に降伏を進言した。

## 晩年
南北戦争後、ワイズは弁護士業に復帰した。ワイズは1872年に『合衆国の70年間』と題した歴史書を執筆した。またワイズはテキサス共和国の合衆国併合を支持した。テキサス州ワイズ郡は、ワイズにちなんで名づけられた。
1876年9月12日、ワイズはバージニア州リッチモンドにおいて死去した。ワイズの遺体はリッチモンド市内のハリウッド墓地に埋葬された。
1899年、孫のバートン・ハクサル・ワイズ (Barton Haxall Wise) がワイズの生涯に関する伝記を執筆した。

## 関連書籍
- Simpson, Craiggers M. (1985). A Good Southerner: The Life of Henry A. Wise of Virginia. Chapel Hill: Univ. of North Carolina Press. ISBN 080781623X. OCLC 59242932